# 10 Dywizja Zmotoryzowana „Piave”
10 Dywizja Zmotoryzowana „Piave” − włoska dywizja piechoty zmotoryzowanej podczas II wojny światowej. Jednostka powstała w lipcu 1940 i jej zadaniem było prowadzenie działań wojennych na Bałkanach. Jednostka brała udział również w okupacji Francji Vichy. Po powrocie do Włoch, dywizja weszła w skład korpusu "Corpo d'Armata Motocorazzato", gdzie broniła Rzymu w 1943 przed wojskami niemieckimi.

## Skład dywizji w 1940
- 57 pułk piechoty „Abruzzi”
- 58 pułk piechoty „Abruzzi”
- 20 pułk artylerii „piave”
  - 310 bateria przeciwartyleryjska
- szwadron czołgów L6/40
- 108 zmotoryzowana kompania Bersalierów
- 10 batalion moździerzy (81 mm)
- 10 kompania przeciwpancerna (47/32)
- 57 batalion inżynieryjny
  - 9 kompania inżynieryjna
  - 42 kompania inżynieryjna
  - 10 kompania telegrafistów
- 117 sekcja sanitarna
  - 816 szpital polowy
  - 817 szpital polowy
  - 65 sekcja chirurgiczna
- 127 sekcja piekarska
- 186 sekcja transportu ciężkiego
- 236 sekcja transportu mieszanego
- 31 sekcja Karabinierów
- 32 sekcja karabinierów

## Skład dywizji w 1941
- 57 pułk piechoty "Abruzzi
  - trzy bataliony piechoty
  - jedna kompania moździerzy (81 mm)
  - jedna artylerii wspierającej (65/17)
- 58 pułk piechoty "Abruzzi"
  - trzy bataliony piechoty
  - jedna kompania moździerzy (81 mm)
  - jedna artylerii wspierającej (65/17)
- 20 pułk artylerii "Piave"
  - dwie grupy artylerii zmotoryzowanej (75/27)
  - jedna grupa artylerii zmotoryzowanej (100/17)
  - dwie grupy przeciwartyleryjskie (20/65)
- 10 bateria przeciwartyleryjska (47/32)
- 10 batalion inżynieryjny

## Dowódcy
- gen. dyw. Francesco Zingales (1940–41)
- gen. dyw. Ettore Roncaglia (1940–43)
- gen. bryg. Guido Bologna (ad interim; 1941–43)
- gen. bryg. Ugo Tabellini (1941–43)